# Tephritis epicrepis
Tephritis epicrepis är en tvåvingeart som beskrevs av Shcherbakov 2001. Tephritis epicrepis ingår i släktet Tephritis och familjen borrflugor. Inga underarter finns listade i Catalogue of Life.